# Teleelaborazione
Per teleelaborazione si intende un sistema di elaborazione dati al quale sono collegate unità di ingresso e uscita dislocate a distanza (tele), mediante un collegamento attraverso una rete per la trasmissione dei dati. Gli impianti in teleelaborazione costituiscono il primo passo verso le reti di calcolatori.

## Funzionamento
Il collegamento avviene attraverso la rete telefonica (ma non necessariamente); essendo questa analogica, è necessaria un'apposita apparecchiatura che effettui la trasformazione del segnale numerico in analogico e viceversa; le linee telefoniche sono collegate al front end processor (FEP) da un lato ed al terminale dall'altro attraverso modem che effettuano la modulazione e demodulazione del segnale.
Il collegamento può essere permanente oppure in linea commutata, a seconda delle convenienze economiche. Il collegamento permanente si ottiene affittando dal fornitore del servizio una linea punto-punto che collega il terminale con il sistema centrale.
Il collegamento in linea commutata si ottiene con la classica tecnica telefonica: il terminale compone il numero telefonico corrispondente al sistema centrale, il modem di questo risponde e si stabilisce il collegamento attraverso i circuiti della centrale telefonica; al termine della sessione di lavoro il collegamento viene chiuso! Questa tecnica di collegamento è detta a commutazione di circuito in quanto il collegamento si stabilisce realizzando di volta in volta un circuito fisico fra trasmittente e ricevente.
Analoga è la tecnica per reti specializzate nella trasmissione dati, salvo che il numero di telefono è sostituito da un indirizzo e le tecniche di collegamento sono diverse sia dal punto di vista fisico che logico.
La velocità di trasmissione dei dati viene misurata in bps (bit per secondo) ed assume valori che vanno da 14 kbit/s delle reti commutate su reti telefoniche, alle centinaia di Mbps e ai Gbps delle reti specializzate numeriche.
In molte applicazioni, la trasmissione dei dati fra due calcolatori o fra un terminale ed una CPU remota, avviene raggruppando i dati in unità logiche di trasmissione dette messaggi, ciascuno dei quali è costituito da una sequenza di dati di lunghezza arbitraria. Il messaggio è poi suddiviso in pacchetti, che sono variamente strutturati nelle diverse applicazioni, ad esempio sono sequenze di bit di lunghezza definita contenenti una parte dei dati del messaggio e l'indirizzo del destinatario. Invece che a commutazione di circuito, una rete telematica può funzionare a commutazione di pacchetto, nel senso che ogni pacchetto raggiunge la sua destinazione indipendentemente dagli altri del medesimo messaggio.